# Olympische Sommerspiele 1992/Teilnehmer (Brasilien)
| Gelbes Symbol für Goldmedaillen mit stilisierten Olympischen Ringen | Graues Symbol für Silbermedaillen mit stilisierten Olympischen Ringen | Braundes Symbol für Bronzemedaillen mit stilisierten Olympischen Ringen |
| ------------------------------------------------------------------- | --------------------------------------------------------------------- | ----------------------------------------------------------------------- |
| 2                                                                   | 1                                                                     | —                                                                       |

Brasilien nahm an den Olympischen Sommerspielen 1992 in Barcelona mit einer Delegation von 182 Athleten (132 Männer und 50 Frauen) an 107 Wettkämpfen in 23 Sportarten teil. Fahnenträger bei der Eröffnungsfeier war der Judoka Aurélio Miguel.

## Medaillengewinner

### Gold
| Name | Sportart   | Wettkampf                 |
| --- | ---------- | ------------------------- |
| Rogério Sampaio | Judo       | Männer, Halbleichtgewicht |
| Jorge Edson Brito, Janelson Carvalho, Douglas Chiarotti, Andre Ferreira, Giovane Gávio, Antonio Carlos Gouveia, Maurício Lima, Marcelo Negrão, Talmo Oliveira, Amauri Ribeiro, Tande, Paulo Andre Silva | Volleyball | Männerturnier             |

### Silber
| Name           | Sportart  | Wettkampf                  |
| -------------- | --------- | -------------------------- |
| Gustavo Borges | Schwimmen | Männer, 200 Meter Freistil |

## Teilnehmer nach Sportarten

### Basketball
| Männer - 5. Platz - Kader Paulo Villas Boas Jorge Guerra Gerson Victalino João José Vianna Rolando Ferreira Ricardo Cardoso Maury Ponickwar Marcel Ponickwar Aristides Santos Wilson Fernando Kuhn Oscar Schmidt Israel Andrade | Frauen - 7. Platz - Kader Hortência Marcari Janeth Arcain Helen Cristina Luz Nádia Bento Vânia Hernandes Maria Paula Gonçalves da Silva Adriana Santos Marta Sobral Ruth Roberta de Souza Maria José Bertolotti Joycenara Batista Simone Pontello |

### Bogenschießen
Männer
- Vitor Krieger
Einzel: 30. Platz

- Emilio Dutra e Melo
Einzel: 49. Platz

### Boxen
Männer
- Luiz Freitas
Fliegengewicht: 2. Runde

- Rogério Dezorzi
Federgewicht: 2. Runde

- Adilson Silva
Leichtgewicht: 1. Runde

- Lucas França
Halbmittelgewicht: 1. Runde

### Fechten
Männer
- Roberto Lazzarini
Degen, Einzel: 20. Platz

- Luciano Finardi
Degen, Einzel: 61. Platz

- Francisco Papaiano
Degen, Einzel: 63. Platz

- Ricardo Menalda
Säbel, Einzel: 37. Platz

### Gewichtheben
Männer
- Emilson Dantas
I. Schwergewicht: 18. Platz

### Handball
Männer
- 12, Platz

- Kader
José Luiz Aguiar e Ramalho
Sergio Carnasciali Cavichiolo
Drean Farencena Dutra
Milton Fonseca Pelissari
Rodrigo Hoffelder
Osvaldo Inocente Filho
Gilberto Jesus Cardoso
José Luiz Lopes Vieira
Ricardo Matos Pereira
Ivan Bruno Maziero
Marcelo Minhoto Ferraz
Paulo Rogerio Moratore
José Ronaldo Nascimiento
Claudio Oliveira Brito
Ivan Raimundo Pinheiro
Edson Roberto Rizzo

### Judo
| Männer - Shigueto Yamasaki Júnior Ultraleichtgewicht: 19. Platz - Rogério Sampaio Halbleichtgewicht: Gold - Sérgio Oliveira Leichtgewicht: 34. Platz - Ezequiel Paraguassu Halbmittelgewicht: 18. Platz - Wagner Castropil Mittelgewicht: 21. Platz - Aurélio Miguel Halbschwergewicht: 9. Platz - José Mario Tranquillini Schwergewicht: 21. Platz | Frauen - Andrea Rodrigues Ultraleichtgewicht: 13. Platz - Patricia Bevilacqua Halbleichtgewicht: 9. Platz - Jemina Alves Leichtgewicht: 13. Platz - Tânia Ishii Halbmittelgewicht: 20. Platz - Rosicléia Campos Mittelgewicht: 16. Platz - Soraia André Halbschwergewicht: 13. Platz - Edilene Andrade Schwergewicht: 9. Platz |

### Kanu
Männer
- Sebastián Cuattrin
Kajak-Einer, 500 Meter: Hoffnungslauf
Kajak-Einer, 1000 Meter: Hoffnungslauf

- Alvaro Koslowski & Jefferson Lacerda
Kajak-Zweier, 500 Meter: Hoffnungslauf
Kajak-Zweier, 1000 Meter: Hoffnungslauf

- Marlon Grings
Kajak-Einer, Slalom: 30. Platz

- Gustavo Selbach
Kajak-Einer, Slalom: 31. Platz

- Leonardo Selbach
Canadier-Einer, Slalom: 26. Platz

### Leichtathletik
| Männer - Róbson da Silva 100 Meter: Halbfinale 200 Meter: 4. Platz 4 × 400 Meter: 4. Platz - Arnaldo da Silva 100 Meter: Viertelfinale - André da Silva 100 Meter: Vorrunde - Sidney de Souza 200 Meter: Halbfinale 400 Meter: Viertelfinale 4 × 400 Meter: 4. Platz - Sérgio de Menezes 200 Meter: Viertelfinale 4 × 400 Meter: 4. Platz - Ediélson Tenório 400 Meter: Viertelfinale 4 × 400 Meter: 4. Platz - José Luíz Barbosa 800 Meter: 4. Platz - Edgar de Oliveira 1500 Meter: Halbfinale - Osmiro Silva Marathon: 24. Platz - Joseildo Rocha da Silva Marathon: 56. Platz - Diamantino dos Santos Marathon: DNF - Joílto Bonfim 110 Meter Hürden: Vorläufe - Eronilde de Araújo 400 Meter Hürden: Halbfinale 4 × 400 Meter: 4. Platz (nur im Vorlauf eingesetzt) - Pedro Chiamulera 400 Meter Hürden: DNF/Vorlauf - Clodoaldo do Carmo 3000 Meter Hindernus: 11. Platz - Sérgio Galdino 20 Kilometer Gehen: 27. Platz - Marcelo Palma 20 Kilometer Gehen: 32. Platz - Ademar Kammler 20 Kilometer Gehen: DNF - Anísio Silva Dreisprung: 29. Platz in der Qualifikation - Jorge da Silva Dreisprung: 38. Platz in der Qualifikation - Pedro da Silva Filho Zehnkampf: DNF | Frauen - Carmem de Oliveira 10.000 Meter: Vorläufe - Márcia Narloch Marathon: 17. Platz - Janete Mayal Marathon: 31. Platz |

### Radsport
| Männer - Wanderley Magalhães Straßenrennen: 28. Platz - Tonny Azevedo Straßenrennen: DNF - Hernandes Quadri Júnior Straßenrennen: DNF 100 Kilometer Mannschaftszeitfahren: 20. Platz - Fernando Louro Punktefahren: Vorrunde 100 Kilometer Mannschaftszeitfahren: 20. Platz - Euripides Ferreira 100 Kilometer Mannschaftszeitfahren: 20. Platz - Márcio May 100 Kilometer Mannschaftszeitfahren: 20. Platz | Frauen - Cláudia Carceroni-Saintagne Straßenrennen: 48. Platz |

### Reiten
- Luciano Drubi
Vielseitigkeitsreiten, Einzel: 60. Platz

- Sergei Fofanoff
Vielseitigkeitsreiten, Einzel: DNF

- Carlos da Motta
Springen, Einzel: DNF
Springen, Mannschaft: 10. Platz

- Rodrigo Pessoa
Springen, Einzel: 9. Platz
Springen, Mannschaft: 10. Platz

- Nelson Pessoa Filho
Springen, Einzel: 65. Platz in der Qualifikation
Springen, Mannschaft: 10. Platz

- Vitor Teixeira
Springen, Einzel: 50. Platz in der Qualifikation
Springen, Mannschaft: 10. Platz

### Rhythmische Sportgymnastik
Frauen
- Marta Cristina Schonhurst
Einzel: 41. Platz in der Qualifikation

### Ringen
Männer
- Roberto Neves Filho
Mittelgewicht, Freistil: 2. Runde

### Rudern
Männer
- Carlos de Almeida, Carlos Sobrinho & Cláudio Tavares
Zweier mit Steuermann: 13. Platz

- Otávio Bandeira, Alexandre Fernandes, Cleber Leite, José Augusto Loureiro Júnior & José Ribeiro
Vierer mit Steuermann: 12. Platz

### Schießen
| Männer - Wilson Scheidemantel Luftpistole: 42. Platz Freie Pistole: 35. Platz | Frauen - Tânia Mara Fassoni-Giansante Luftpistole: 45. Platz Sportpistole: 38. Platz |

### Schwimmen
Männer
- Gustavo Borges
50 Meter Freistil: 13. Platz
100 Meter Freistil: Silber 
200 Meter Freistil: 22. Platz
4 × 100 Meter Freistil: 6. Platz
4 × 200 Meter Freistil: 7. Platz

- Teófilo Ferreira
50 Meter Freistil: 41. Platz
4 × 200 Meter Freistil: 7. Platz

- Emanuel Fortes
100 Meter Freistil: 25. Platz
4 × 100 Meter Freistil: 6. Platz
4 × 200 Meter Freistil: 7. Platz

- Cristiano Michelena
200 Meter Freistil: 21. Platz
4 × 100 Meter Freistil: 6. Platz
4 × 200 Meter Freistil: 7. Platz

- José Carlos Souza
4 × 100 Meter Freistil: 6. Platz
100 Meter Schmetterling: 12. Platz
200 Meter Lagen: 30. Platz

- Rogério Romero
100 Meter Rücken: 21. Platz
200 Meter Rücken: 10. Platz

- Eduardo Beca
100 Meter Schmetterling: 18. Platz
200 Meter Schmetterling: 15. Platz

- André Luiz Teixeira
200 Meter Schmetterling: 19. Platz

- Renato Ramalho
200 Meter Lagen: 35. Platz
400 Meter Lagen: 22. Platz

### Segeln
| Männer - George Rebello Windsurfen: 19. Platz - Christoph Bergmann Finn-Dinghy: 10. Platz - Bernardo Arndt & Eduardo Melchert 470er: 13. Platz | Offene Klasse - Marcelo Ferreira & Torben Grael Star: 11. Platz - Clinio Freitas & Lars Grael Tornado: 8. Platz - Alan Adler & Marcus Temke Flying Dutchman: 13. Platz - Daniel Adler, José Augusto Dias & José Paulo Dias Soling: 13. Platz | Frauen - Christina Forte Windsurfen: 17. Platz - Márcia Pellicano Europe: 14. Platz - Monica Scheel & Cláudia Swan 470er: 15. Platz |

### Synchronschwimmen
Frauen
- Gláucia Soutinho
Einzel: 16. Platz

- Cristiana Lobo
Einzel: Vorrunde
Duett: 15. Platz

- Fernanda Veirano
Einzel: Vorrunde
Duett: 15. Platz

### Tennis
| Männer - Luiz Mattar Einzel: 1. Runde Doppel: 1. Runde - Jaime Oncins Einzel: Viertelfinale Doppel: 1. Runde | Frauen - Andrea Vieira Einzel: 1. Runde Doppel: Achtelfinale - Cláudia Chabalgoity Doppel: Achtelfinale |

### Tischtennis
| Männer - Hugo Hoyama Einzel: Gruppenphase Doppel: Gruppenphase - Cláudio Kano Einzel: Gruppenphase Doppel: Gruppenphase | Frauen - Monica Doti Einzel: Gruppenphase Doppel: Gruppenphase - Lyanne Kosaka Einzel: Gruppenphase Doppel: Gruppenphase |

### Turnen
| Männer - Marco Monteiro Einzelmehrkampf: 84. Platz in der Qualifikation Boden: 81. Platz in der Qualifikation Pferd: 89. Platz in der Qualifikation Barren: 77. Platz in der Qualifikation Reck: 80. Platz in der Qualifikation Ringe: 87. Platz in der Qualifikation Seitpferd: 80. Platz in der Qualifikation | Frauen - Luísa Ribeiro Einzelmehrkampf: 57. Platz in der Qualifikation Boden: 63. Platz in der Qualifikation Pferd: 29. Platz in der Qualifikation Stufenbarren: 43. Platz in der Qualifikation Schwebebalken: 81. Platz in der Qualifikation |

### Volleyball
| Männer - Gold - Kader Amauri Ribeiro Antônio Carlos Gouveia Douglas Chiarotti Giovane Gávio Janelson Carvalho Jorge Edson Brito Maurício Lima Marcelo Negrão Paulo André Silva André Ferreira Talmo Oliveira Alexandre Ramos Samuel | Frauen - 4. Platz - Kader Ana Moser Hilma Caldeira Ana Ida Alvares Ana Paula Connelly Cristina Lopes Leila Barros Cilene Rocha Ana Lúcia Barros Marcia Cunha Ana Flavia Daniel Fernanda Venturini Hélia Souza |

### Wasserspringen
Frauen
- Silvana Neitzke
Turmspringen: 28. Platz in der Qualifikation